# جاورده
جاورده، روستایی از توابع بخش چاروسا شهرستان کهگیلویه در استان کهگیلویه و بویراحمد ایران است.

### جمعیت
این روستا در دهستان طیبی سرحدی شرقی قرار دارد و براساس سرشماری مرکز آمار ایران در سال ۱۳۸۵، جمعیت آن ۱٬۵۸۲ نفر (۲۳۹خانوار) بوده‌است.
این روستا علیرغم موقعیت جغرافیایی خود و امکان بهرگیری از ظرفیت فراوان طبیعی و غیر طبیعی با توجه به نبود مدیریت درست از جمله دهیاری و شورا ضعیف و بدون عملکرد صحیح، در وضعیت نامطلوبی بسر می برد